# Karlo Štajner
Karlo Štajner (* 15. Januar 1902 in Wien als Karl Steiner; † 1. März 1992 in Zagreb) war ein jugoslawischer Kommunist österreichischer Herkunft.

## Leben
Als junger Buchdruckerlehrling schloss sich Štajner 1919 der kommunistischen Bewegung an; zwei Jahre später ging er nach Jugoslawien, um dort in der illegalen KP mitzuarbeiten. 1931 musste er, von der Polizei verfolgt, aus Jugoslawien flüchten, das ihm zur zweiten Heimat geworden war.
Es folgten Aufenthalte in Paris, Wien, Berlin. Wegen seiner revolutionären Tätigkeit kam er überall in Konflikt mit der Polizei. 1932 schließlich suchte er Zuflucht in der Sowjetunion, dem Land, in dem er seine Ideale verwirklicht glaubte. Er wurde Sowjetbürger und Mitglied der Kommunistischen Allunions-Partei (Bolschewiki) (WKP(B)).:134 Die Kommunistische Internationale betraute ihn mit der Leitung eines großen Druck- und Verlagsunternehmens in Moskau. Dort lernte er auch seine russische Frau kennen, die er bald darauf heiratete und die ihm in den langen Jahren seiner Haft die Treue bewahrte.
Als 1936 Stalins Großer Terror begann, wurde eines Nachts auch Štajner verhaftet. Er war zunächst in der Lubjanka inhaftiert und wurde dann über das Sonderlager Solowezki auf den Solowezki-Inseln im Weißen Meer nach Norilsk hinter dem Polarkreis verbracht, wo er zehn Jahre lang blieb und nur mit knapper Not dem Tod entrann. Von dort kam er ins Lager Tajschet im östlichen Sibirien und, nach Entlassung aus der siebzehnjährigen Lagerhaft, in die Verbannung in einem Dorf am Unterlauf des Jenissei. Erst 1956 wurde Štajner rehabilitiert und kehrte mit Hilfe der jugoslawischen Botschaft in Moskau nach Jugoslawien zurück.
Štajner schrieb das Buch 7000 Tage in Sibirien kurz nachdem er die Freiheit wiedergewonnen hatte, womit er großes Aufsehen erregte.

## Werke
- 7000 Tage in Sibirien. Europaverlag, Wien 1975, ISBN 3-203-50534-7 (serbokroatisch: 7000 dana u Sibiru. 1971.).
  - Wolfgang Leonhard: Rezension. In: Die Zeit, Nr. 39/1975.
- Povratak iz gulaga [„Rückkehr aus dem Gulag“]. Naprijed, Zagreb 1981.
- Ruka iz groba [„Hand aus dem Grab“]. Globus, Zagreb 1985.

## Weiterführende Literatur
- Renate Lachmann: Affekttherapie durch die Form? Zu Texten von Karl Steiner/Karlo Štajner und Danilo Kiš. In: Riccardo Nicolosi, Tanja Zimmermann (Hrsg.): Ethos und Pathos. Mediale Wirkungsästhetik im 20. Jahrhundert in Ost und West. Böhlau, Köln/Wien 2017, ISBN 978-3-412-22431-8, S. 241–268.
- Predrag Matvejević: Between Exile and Asylum. An Eastern Epistolary. CEU Press, Budapest 2004, ISBN 963-9241-85-7.